# Chileense parlementsverkiezingen 1900
De Chileense parlementsverkiezingen van 1900 resulteerden in een overwinning voor de Coalición, een alliantie van liberaal-conservatieve partijen onder aanvoering van de Partido Conservador.
| Kamer van Afgevaardigden | Kamer van Afgevaardigden        | Kamer van Afgevaardigden |
| Coalitie                 | Coalitie                        | Zetels                   |
| ------------------------ | ------------------------------- | ------------------------ |
|                          | Coalición (PCon · PN · PLD)     | 52                       |
|                          | Alianza Liberal (PL · PR · PDa) | 42                       |
| Totaal                   | Totaal                          | 94                       |

Bron: Heise 1982
| Politieke partij    | Zetels | Percentage |
| ------------------- | ------ | ---------- |
| Conservador         | 27     | 28,72%     |
| Liberal             | 20     | 21,27%     |
| Nacional            | 7      | 7,44%      |
| Liberal Democrático | 23     | 24,46%     |
| Radical             | 15     | 15,95%     |
| Democrático         | 2      | 2,12%      |
| Totaal              | 94     | 100%       |

Bron: [dode link]
| Senaat   | Senaat                      | Senaat |
| Coalitie | Coalitie                    | Zetels |
| -------- | --------------------------- | ------ |
|          | Coalición (PCon · PLD · PN) | 16     |
|          | Alianza Liberal (PL · PR)   | 16     |
| Totaal   | Totaal                      | 32     |

Bron: Heise 1982
| Politieke partij    | Zetels | Percentage |
| ------------------- | ------ | ---------- |
| Conservador         | 8      | 25%        |
| Liberal             | 11     | 34,37%     |
| Nacional            | 2      | 9,37%      |
| Liberal Democrático | 8      | 25%        |
| Radical             | 2      | 6,25%      |
| Totaal              | 32     | 100%       |

Bron: [dode link]